# Ульстер (королевство)
Ульстер (Улад; ирл. Ulaidh) — королевство в древней Ирландии со столицей в ныне не существующей Эмайн махе. Ранняя легендарная история королевства известна, преимущественно, по легендам так называемого «Уладского цикла», который был записан значительно позже распада королевства (примерно в VII веке) ирландскими монахами, что записывали устные легенды и предания. Королевство существовало со II в. до н. э. по IV век н. э. Согласно древним ирландским легендам, с 1700 года до н. э. Археологические раскопки подтверждают существование королевства с указанной столицей, легенды сообщают об одежде жителей королевства, особенности обычаев и истории королевства.
Королевство Ульстер, которое, формально, находилось в вассальной зависимости от верховных королей Ирландии, было конфедерацией пяти вассальных королевств: Дал Арайде, Дал Риада, Дал Фиатах, Уи Эхах Кобо, Конайлле Муйртемне под властью ульстерских правителей.

## Название
Название королевства возникло как этноним названия племени (туата) или группы племён, населявших эту территорию. Название племени упоминается Птолемеем — Улути (др.-греч. Ούολουντοι) или Уолунти или Волунти. Есть гипотеза, что название происходит от «ул» — борода, то есть — бородатые. Древние ирландские скальды сообщают, что предками уладов было племя эринов (др.‑ирл. Érainn) и дайрине (ирл. Dáirine). Легенды сообщают о древнем клане Дедад (ирл. Clanna Dedad), который был основателем королевства, и от названия этого клана происходит название королевства. Т. Ф. О’Рейли (ирл. TF O’Rahilly) считает, что одна из ветвей племени эринов — кельтского племени, что в древности заселило Ирландию, — ассимилировала большинство древних аборигенов. Также считается, что эрины и дедад — это племена, которые Птолемей упоминает как Дарини (лат. Darini).

## Археологические артефакты
Фрэнсис Джон Бирн (ирл. Francis John Byrne) пишет, что археологические артефакты римского периода на территории королевства Ульстер бедные и скудные. Однако, тем не менее, археологические находки — оружие, изделия из металла — позволяют утверждать, что уже в III веке до н. э. на территории Ульстера проживали кельтские племена, находившиеся на стадии железного века и имевшие глубокие знания по металлургии и бывшие искусными оружейниками. Есть гипотеза, что они ещё раньше переселились с территории Британии и ассимилировали местное более древнее индоевропейское население.

## История и легенды
Ульстер (Улад) был северной пятиной (королевством) в древней Ирландии со столицей в Эмайн Махе, описанной преимущественно по преданиям так называемого уладского цикла (записанного значительно позднее распада королевства, в VII веке, по существовавшей устной традиции.), существовавшая в начале нашей эры. Археологические раскопки подтверждают существование королевства с указанной столицей, некоторые описанные детали одежды, строения колесниц, боевые приёмы.
Согласно «Книге захватов», разделение Ирландии на пятины, а следовательно и образование королевства Улад было произведено пятью братьями-предводителями племени Фир Болг.
Королевство Улад прославилось в древней Ирландии своими воинами, военным искусством, боевыми колесницами. Короли Улада неоднократно сами становились верховными королями Ирландии. Королевство Улад, согласно легендам и преданиям, чаще конфликтовало и воевало с королевством Коннахт. Верховный король Ирландии часто должен был искать поддержки в королевстве Коннахт для того чтобы обуздать непокорный и воинственный Улад. Известный военный лидер королевства — легендарный ирландский эпический герой Кухулин (Пес Кулана).
Символом власти в королевстве Улад был конь. Сохранилось описание, относящееся к XII веку, о том, что король данной пятины, вступая на трон, должен был публично совокупиться с лошадью (символом власти у древних кельтов), которую потом варили и съедали (король совместно с народом). Символом королевства была отрубленная рука: согласно легенде, во время очередного завоевания Ирландии старейшины племени, плывя на кораблях, решили, что эта земля достанется тому, кто первым рукой коснется этой земли. И когда корабли приближались к земле Улада, один из вождей отрубил руку и кинул на берег.

## Падение и распад королевства
Королевство Улад было уничтожено и разделено на три отдельные небольшие королевства в правление верховного короля Ирландии Муйредаха Тиреха (310—343 годы). Этот король взял на службу трёх братьев Колла, которые убили его отца. Согласно обычаям кровной мести, он должен был убить братьев Колла, но он знал пророчество друидов — если он убьет братьев Колла, то ни один из его потомков не будет верховным королём Ирландии. Муйредах Тирех решил, что братьям Колла следует иметь своё маленькое вассальное королевство. Он приказал братьям Колла идти войной на Улад], который в то время очередной раз выразил свою непокорность верховному королю. Братья Колла разбили армию Улада в сражении у Ахайд Лейхдейрк (ирл. Achaidh Leithdeircc) в 332 году, затем уничтожили столицу королевства — Эмайн Маха. После этого ни столица, ни королевство уже больше никогда не возродилось. Последним королём Улада был Фергус Фога (ирл. Fergus Foga), который был убит братьями Колла во время битвы. Братья основали на территории уничтоженного Улада королевство Айргиалла, которое существовало более 1000 лет и сыграло важную роль в дальнейшей истории Ирландии. Большая часть бывшего королевства Улад стала личными владениями королевского рода Уи Нейллов, которые до конца X века были верховными королями Ирландии.

## Средневековое королевство Улад
На обломках древнего королевства Улад образовалось значительно меньше королевство, которое носило это же название — Ульстер (Улад). Позже эти территории и королевство стали называться Ольстер — искажённое викингами и англо-саксами слово «Улад». Оно имело значительное влияние на историю Британских островов, хоть и не было уже мощным и централизованным.
В состав этого королевства некоторое время входили вассальные королевства: Дал Риада, населенный племенем скоттов, которое затем завоевало территорию северо-западной Британии и превратилось в IX веке в новое королевство — Шотландию, а также королевства Дал Арайде и Дал Фиатах. Средневековое королевство Ульстер просуществовало до 1201 года и был завоевано англо-нормандскими феодалами. Династия королей Ульстера МакДонлеви (ирл. MacDonlevy) была свергнута в 1177 году норманнским завоевателем Джоном де Курси. Однако титул королей Ульстера (Ольстера) за собой сохраняли в 1364—1542 годах короли небольшого ирландского королевства Тир Эогайн.

## Галерея

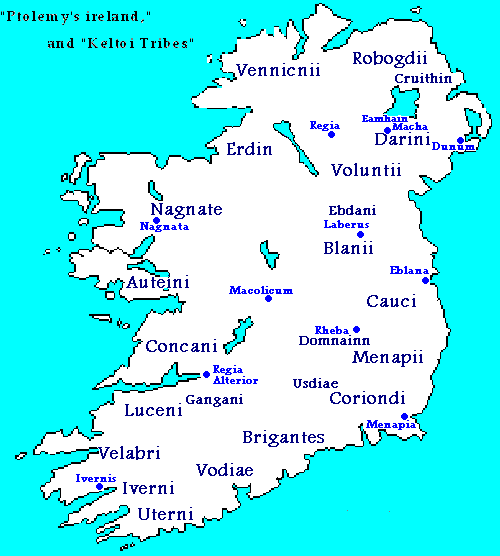
Кельтские племена на территории Ирландии по Клавдию Птолемею
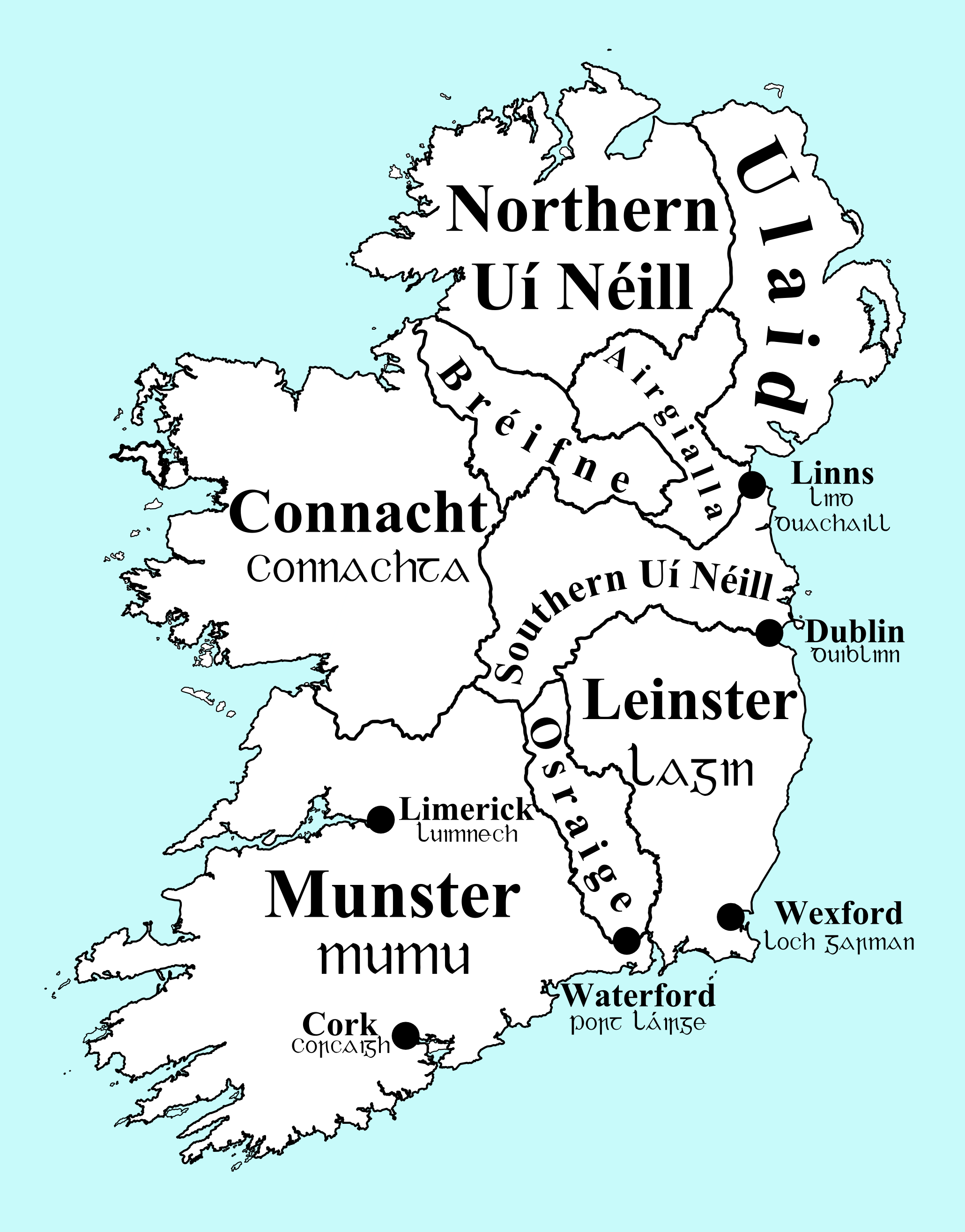
Карта Ирландии после падения и распада королевства Улад. Показаны владения разных линий королевского рода Уи Нейллов и мелкие вассальные королевства